# Упевненість

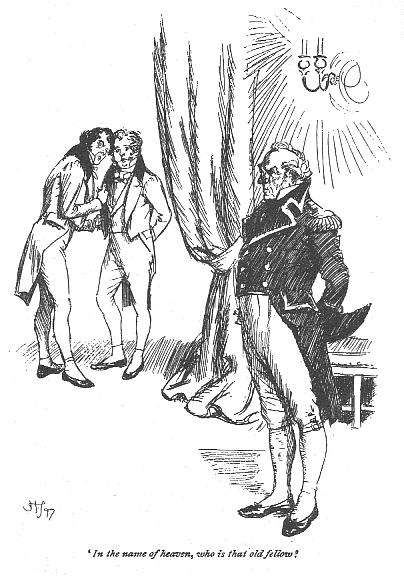
Впевненість — психологічна риса переконання

Впе́вненість, пе́вність, самовпе́вненість — це психічний стан, що характеризується твердою переконаністю у своїх судженнях без страху помилки. Це стан буття, вільний від сумнівів, коли людина вважає певні знання – правдивими. Впевненість є психологічною характеристикою віри та переконань людини.
Впевненість може виникати як результат власного досвіду, так і під впливом зовнішніх факторів. Наприклад, впевненість може з'явитися мимоволі або навіть всупереч свідомості під впливом навіювання. Також, людина може викликати в собі відчуття впевненості шляхом самонавіювання, наприклад, за допомогою аутогенного тренування.
Отже, впевненість є важливою характеристикою, яка впливає на всі аспекти нашого життя. Вона допомагає нам приймати рішення, діяти та досягати поставлених цілей.

## Види
Існують різні види впевненості, що залежать від основи, на якій вона базується:
- Моральна впевненість ґрунтується на закономірностях людської поведінки.

- Фізична впевненість опирається на фізичні закони.
- Метафізична впевненість базується на метафізичних законах.

## Основні напрямки дослідження
Попри різноманітні підходи до феномену впевненості, у вітчизняній та зарубіжній психології, виділяють два основні напрямки у дослідженнях та розумінні цього конструкту:
1. Впевненість у собі.
2. Впевненість у правильності своїх суджень.

## Впевненість у собі
Впевненість у собі — це внутрішнє відчуття власної компетентності та здатності досягати поставлених цілей. Вона базується на позитивній самооцінці та усвідомленні своїх сильних сторін і можливостей. Впевненість у собі допомагає людині подолати труднощі, ризикувати та діяти рішуче навіть у складних ситуаціях.
Відсутність впевненості у собі — це стан, коли людина сумнівається у власних силах та здібностях. Це може призводити до страху перед невдачами, уникання ризиків та зниження мотивації. Такий стан негативно впливає на якість життя, спричиняючи психологічні проблеми, зокрема тривожність та депресію. Відсутність впевненості у собі може заважати досягненню особистих і професійних цілей, обмежуючи потенціал людини та її можливості для розвитку. Більше того, нестача впевненості у собі може стати серйозною психологічною проблемою. Наприклад, психолог Р. Леїнг описав поняття «онтологічно невпевненої особистості» — тип особистості, яка відчуває глибоку екзистенційну нестабільність та невпевненість у своєму існуванні, що призводить до серйозних психічних проблем і труднощів у формуванні стійкої ідентичності. Цей стан часто пов'язаний з екзистенційною кризою, коли людина ставить під сумнів сенс свого життя та своє місце у світі, що ще більше підсилює її тривожність та невпевненість.

## Риси впевненості
Основні особистісні та соціально-психологічні детермінанти впевненості включають:
1. Мотивація досягнень
  - Сильне прагнення досягати поставлених цілей.
  - Орієнтація на успіх та постійне самовдосконалення.
2. Вольовий самоконтроль
  - Здатність керувати своїми емоціями та поведінкою.
  - Стійкість до стресу та уміння зосереджуватися на важливих завданнях.
3. Низький рівень тривожності
  - Спокійне ставлення до нових та складних ситуацій.
  - Здатність зберігати внутрішній спокій у стресових умовах.
4. Прийняття себе
  - Позитивне сприйняття власної особистості.
  - Усвідомлення та прийняття своїх сильних та слабких сторін.
5. Ініціативність
  - Активність та готовність брати на себе відповідальність.
  - Здатність знаходити нові можливості та пропонувати ідеї.
6. Сміливість у соціальних контактах
  - Відкритість та комунікабельність.
  - Здатність легко вступати у контакти з новими людьми та підтримувати соціальні зв'язки.

Ці риси сприяють формуванню впевненості у собі, допомагаючи людині досягати успіху в особистому та професійному житті. Впевненість дозволяє легше адаптуватися до змін, долати труднощі та знаходити ефективні рішення у складних ситуаціях.

## У соціогуманітарному знанні

### Філософія та теорія пізнання
У філософії, зокрема в теорії пізнання, впевненість (переконаність) розглядається як один із важливих аспектів знання. Історично, філософія прагнула досягти цього стану. Епістемологія, яка є вивченням знання, впевненості та правди, досліджує ці поняття. Сучасні погляди на знання, як у філософії, так і в інших науках, не завжди вимагають абсолютної впевненості.
Сократ, якого часто вважають першим істинним філософом, мав вищий стандарт для визначення правди, ніж його попередники. Він серйозно ставився до скептичних проблем, з якими зустрівся у філософії. Сократ часто казав, що його мудрість полягає в усвідомленні свого власного незнання, і саме йому приписують відомий вислів: «Я знаю, що нічого не знаю».

### Філологія
Філологія вивчає методи вираження впевненості в мовленні, досліджуючи, як мова передає відтінки впевненості чи невпевненості. Наприклад, у виразі «Я думаю, що він прийде» впевненість мовця підкреслюється пониженням тону на слові «думаю», тоді як підвищення тону може виражати невпевненість. Такі тонкі мовні особливості є предметом дослідження філології, яка допомагає зрозуміти, як люди передають свої переконання та сумніви через мову.

## Джерело
- (англ.) Celestine N. Bittle. Reality and the Mind. Epistemology. New York, Milwakee, Chicago: The Bruce Publishing Company, 1936, 1938.